# Lycorea roqueana
Lycorea roqueana är en fjärilsart som beskrevs av Felix Bryk 1953. Lycorea roqueana ingår i släktet Lycorea och familjen praktfjärilar. Inga underarter finns listade i Catalogue of Life.